# Webley Revolver
O Webley Revolver (também conhecido como Webley Top-Break Revolver ou Webley Self-Extracting Revolver) foi, em várias "marks" diferentes, um revólver de serviço padrão das forças armadas do Reino Unido, Império Britânico e Commonwealth de 1887 até 1963. 

## Visão geral
O Webley é um revólver de ação basculante e, ao basculá-lo, o extrator é acionado, removendo os cartuchos do tambor. O revólver de serviço Webley Mk I foi adotado em 1887 e o Mk IV ganhou destaque durante a Guerra dos Bôeres de 1899 a 1902. O Mk VI, introduzido em 1915 durante a Primeira Guerra Mundial, talvez seja o modelo mais conhecido.
Disparando grandes cartuchos .455 Webley, os revólveres de serviço Webley estão entre os mais poderosos revólveres basculantes já produzidos. O Webley de calibre .455 não está mais em serviço militar, mas a variante .38/200 do Webley Mk IV ainda está em uso como arma secundária em vários países.
Com um tambor modificado "raspado" e o uso de um clip de meia-lua, o Webley Mk VI pode disparar o cartucho .45 ACP, embora os cartuchos .45 ACP de pressão padrão possam afetar a integridade estrutural do Webley e não devam ser usados.

## História
A Webley & Scott (P. Webley & Son antes da fusão com a W & C Scott em 1897) produziu uma gama de revólveres de meados do século XIX ao final do século XX. Já em 1853, P. Webley e J. Webley iniciaram a produção de seus primeiros revólveres de percussão e de ação simples patenteados. Posteriormente, sob o nome comercial P. Webley & Son, a fabricação incluía seu próprio revólver de armação sólida e de fogo circular de calibre 11 mm (0,44 pol.), bem como como cópias licenciadas dos revólveres com basculamento para cima da Smith & Wesson. 
Os clássicos revólveres de armação articulada e de fogo central, pelos quais o nome Webley é mais conhecido, começaram a ser produzidos / desenvolvidos no início da década de 1870, principalmente com os modelos Webley-Pryse (1877) e Webley-Kaufman (1881). Os modelos W.G. ou Webley-Government produzidos de 1885 até o início da década de 1900 (muitas vezes incorretamente chamados de Webley-Green) são os mais populares entre os revólveres basculantes comerciais e muitos eram a opção de compra privada de oficiais britânicos e atiradores esportivos no período, no calibre .476/455. No entanto, outros revólveres de armação sólida e de cano curto, incluindo o modelo Webley RIC (Royal Irish Constabulary) e o revólver British Bull Dog, projetado para ser transportado no bolso de um casaco para autodefesa, eram muito mais comuns no período. Hoje, os mais conhecidos são os revólveres de uso militar, que estiveram em serviço durante as duas Guerras Mundiais e em numerosos conflitos coloniais.
Em 1887, o Exército Britânico procurava um revólver para substituir os amplamente insatisfatórios revólveres Enfield Mk I e Mk II .476, com o Enfield tendo apenas substituído o revólver .450 Adams de armação sólida, que era uma conversão do final da década de 1860 do révolver de percussão Beaumont–Adams em 1880. A Webley & Scott, que já era uma fabricante muito conhecida de armas de qualidade e que havia vendido comercialmente muitas pistolas a oficiais e civis, ofereceu o Webley Self-Extracting Revolver de calibre .455 para testes. As forças armadas ficaram impressionadas com o revólver (foi visto como uma grande melhoria em relação aos revólveres Enfield que estavam em serviço, pois o sistema de extração Owen, de design norte-americano, não se mostrou particularmente satisfatório), e adotaram-lo em 8 de novembro de 1887 como Pistol, Webley, Mk I. O contrato inicial exigia dez mil revólveres Webley, a um preço de £3/1/1 cada, com pelo menos dois mil revólveres a serem fornecidos em oito meses.
O revólver Webley passou por várias mudanças, culminando no Mk VI, que esteve em produção entre 1915 e 1923. Os revólveres Webley .455 saíram de serviço em 1947, embora o Webley Mk IV .38/200 tivesse permanecido em serviço até 1970 ao lado do revólver Enfield No. 2 Mk I. Versões comerciais de todos os revólveres de serviço Webley também foram vendidas no mercado civil, juntamente com vários modelos semelhantes (como o Webley-Government e o Webley-Wilkinson) que não foram oficialmente adotados para serviço, mas que foram adquiridos em particular por oficiais militares. Os registros da Webley mostram que o último Mk VI foi vendido da fábrica em 1957, com "Nigéria" anotada no documento.

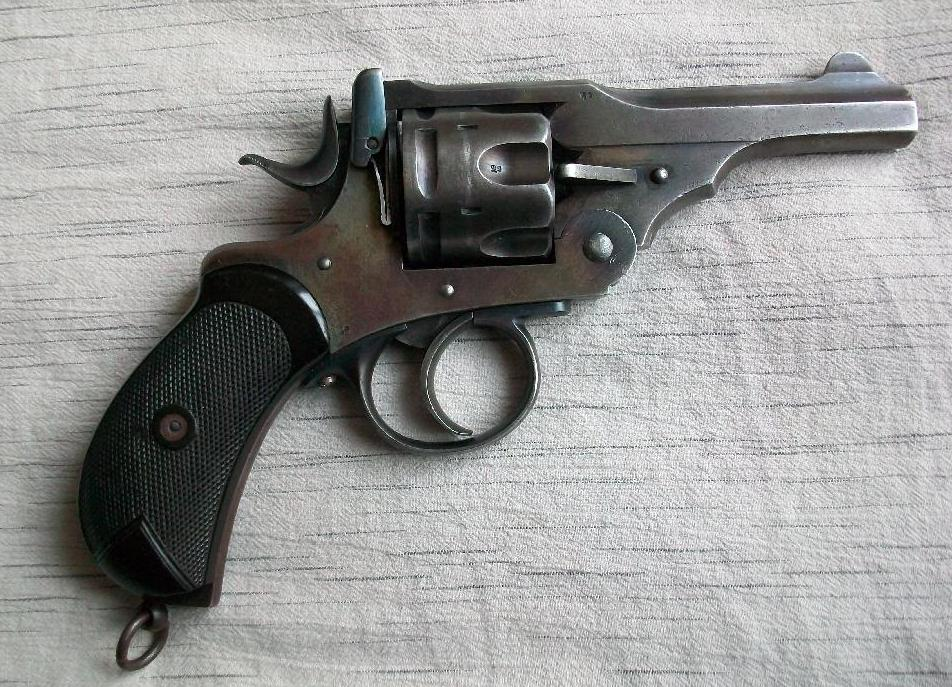
Um revólver Webley Mk I, por volta de 1887, do Canadá, cal. 455 (Mk I) Webley.
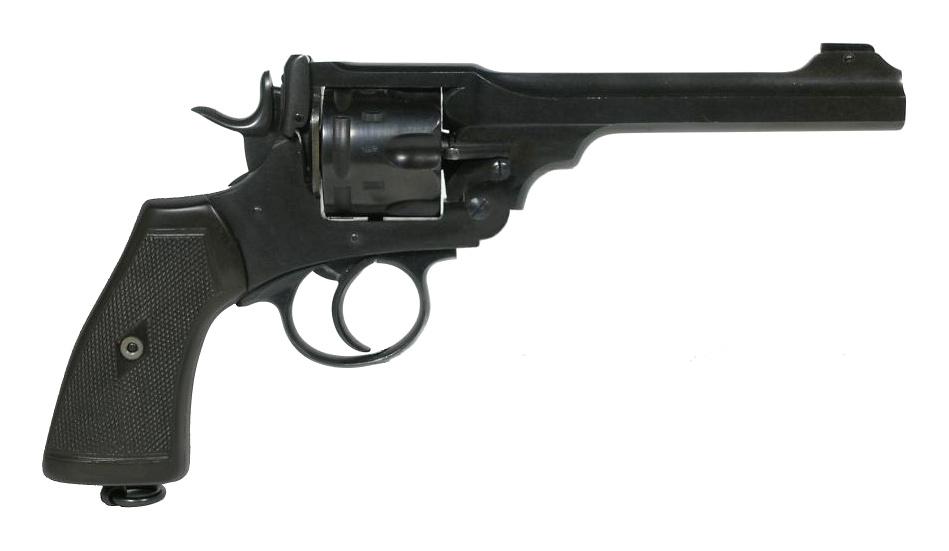
Revólver de serviço Webley Mk VI .455.
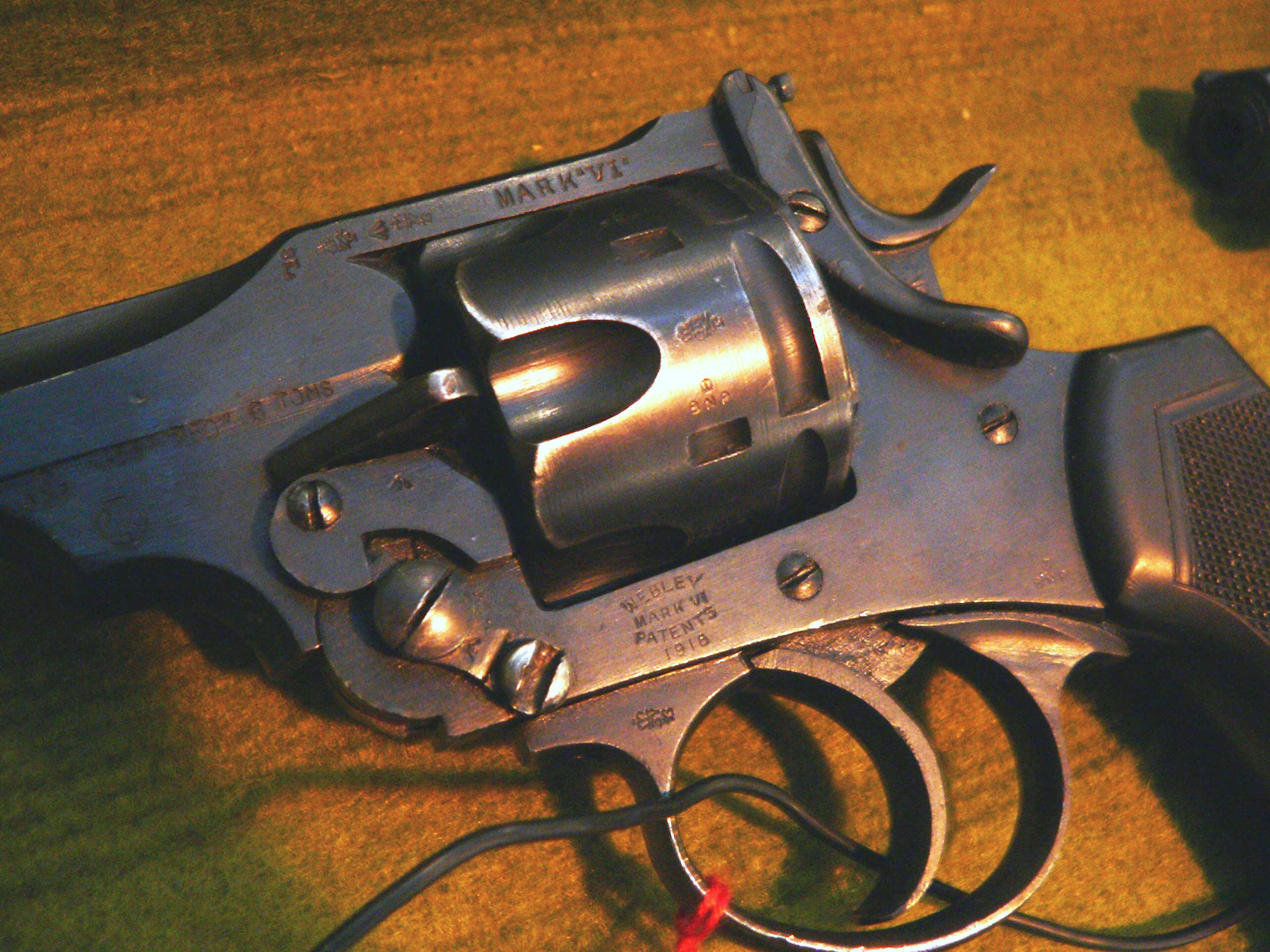
Close-up do tambor (incluindo trava do polegar) em um revólver de serviço Webley Mk VI.
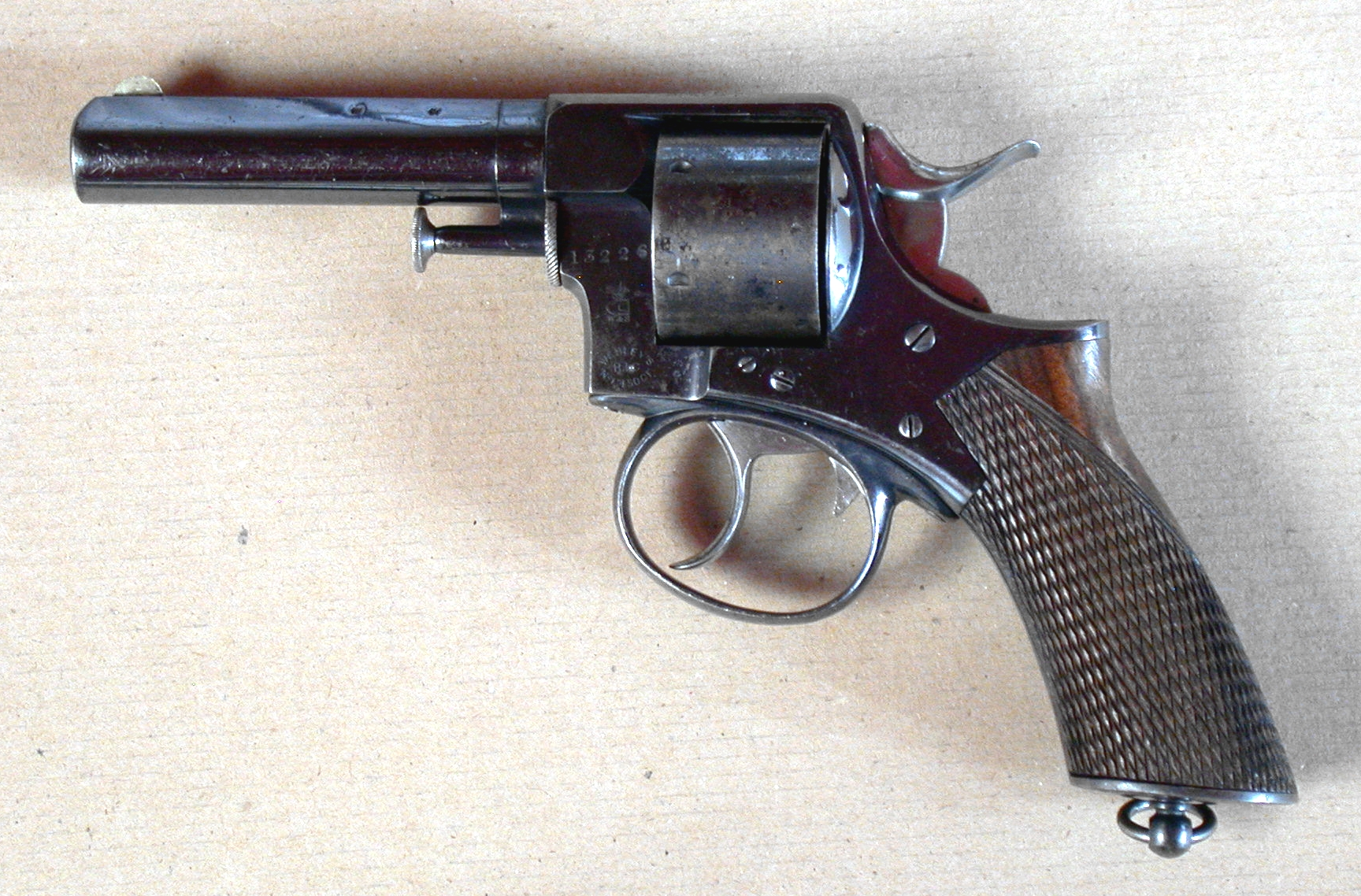
Webley RIC, cal. .450 CF.
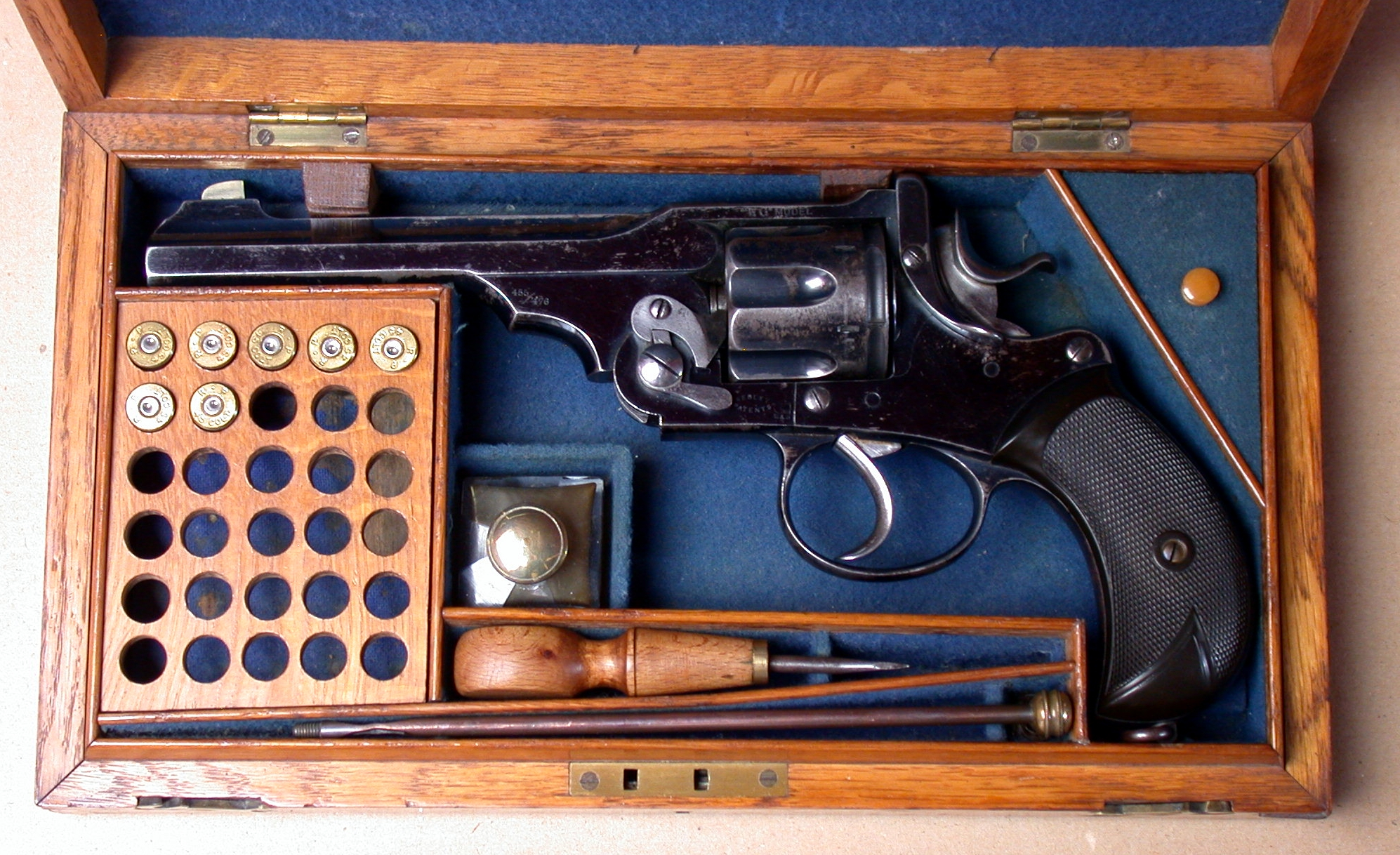
Revólver Webley WG .455/476 (.476 Enfield).
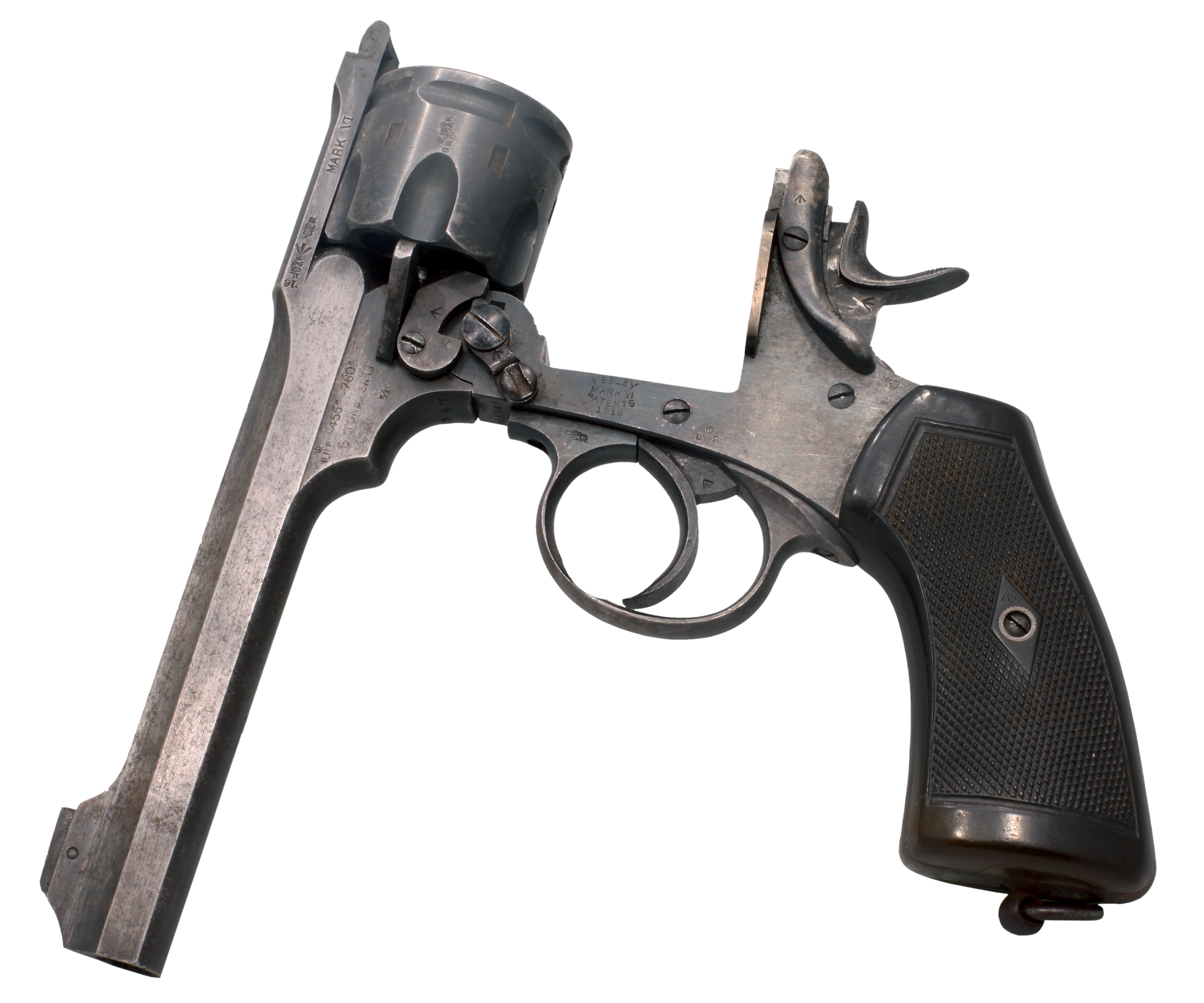
Um Webley Revolver basculado.
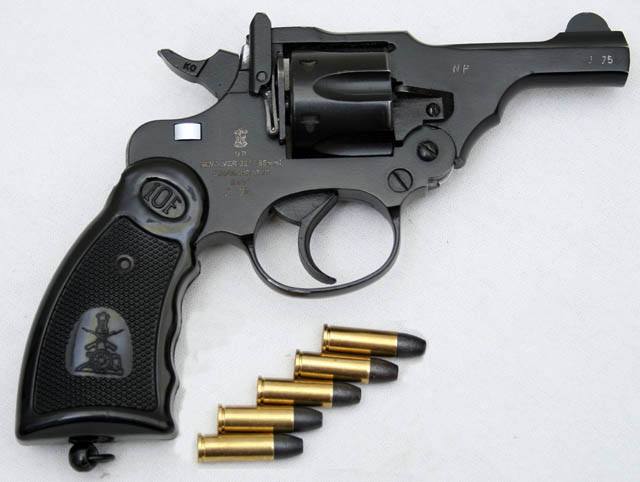
O IOF .32 Revolver é uma derivação do Webley produzido na Índia.
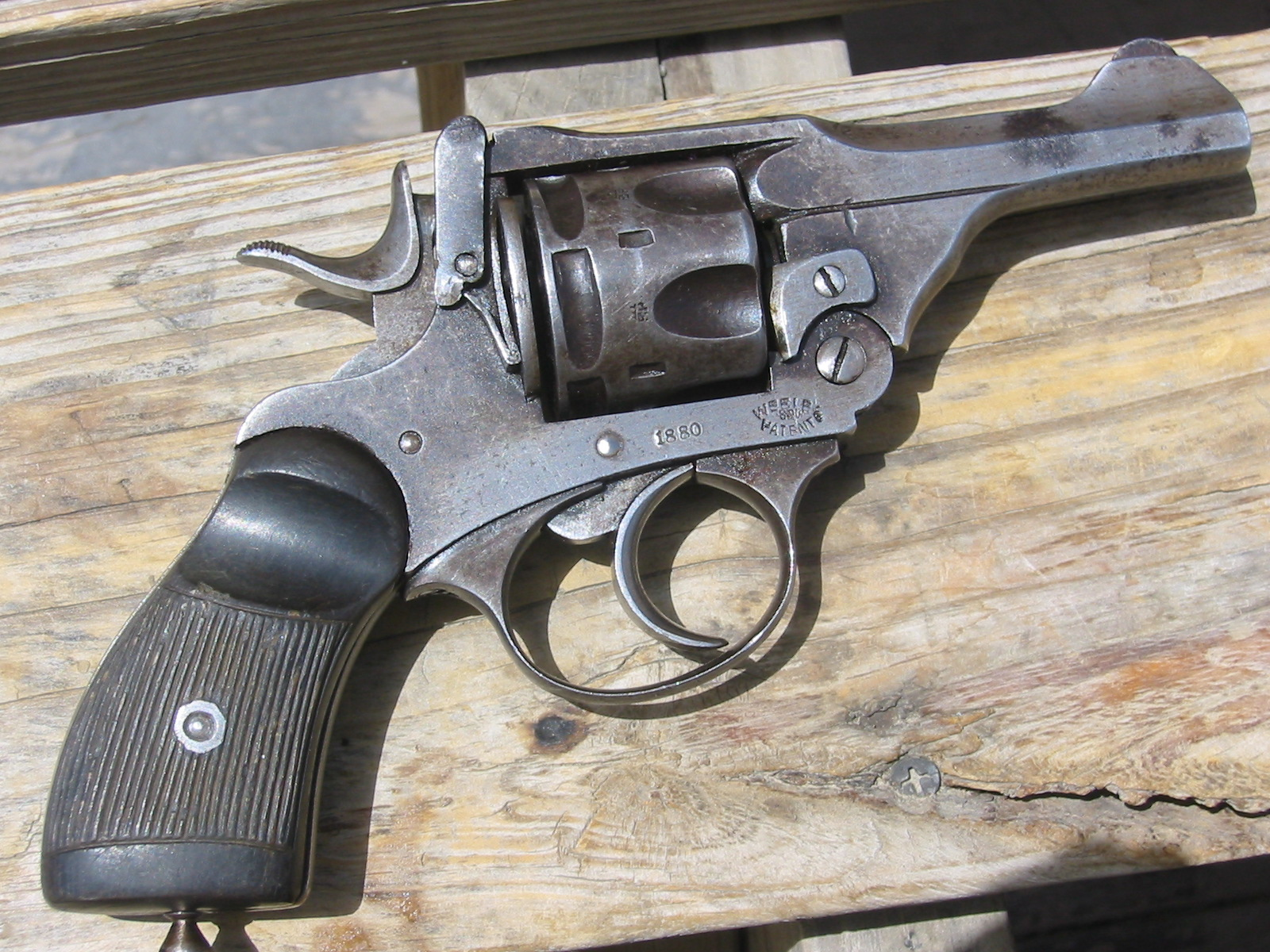
Webley Pocket Pistol falso (em .38 S&W) no Aeródromo de Bagram, Afeganistão.
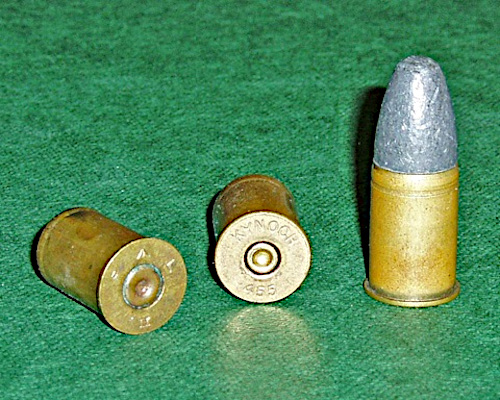
Munição SAA Ball de calibre .455.
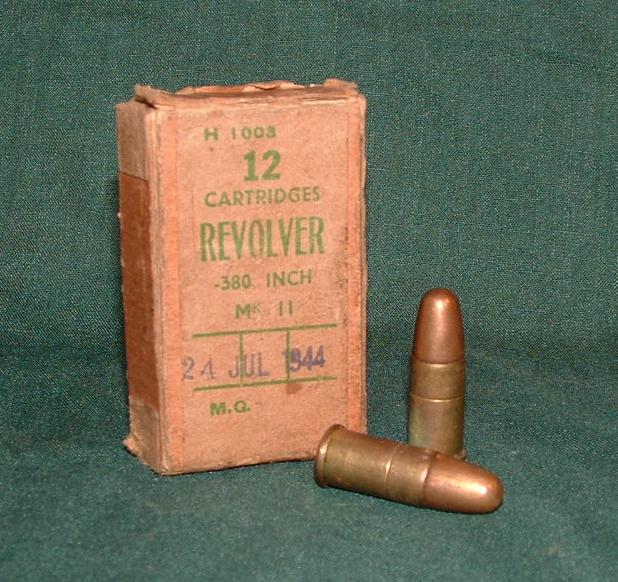
Uma caixa de cartuchos Revolver Mk IIz, calibre .380, da Segunda Guerra Mundial.

## Revólveres Webley no serviço militar

### Guerra dos Bôeres
O Webley Mk IV com câmara para .455 Webley foi introduzido em 1899 e logo se tornou conhecido como "Boer War Model" (Modelo da Guerra dos Bôeres), devido ao grande número de oficiais e suboficiais que o compraram a caminho de participar do conflito. O Webley Mk IV serviu ao lado de um grande número de outras armas curtas, incluindo a Mauser C96 "Broomhandle" (usada por Winston Churchill durante a guerra), revólveres mais antigos de cartucho Beaumont–Adams e outros revólveres basculantes produzidos por fabricantes de armas como William Tranter e Kynoch.

### Primeira Guerra Mundial
O revólver de serviço padrão Webley no início da Primeira Guerra Mundial foi o Webley Mk V (adotado em 9 de dezembro de 1913), mas havia consideravelmente mais revólveres Mk IV em serviço em 1914, visto que a ordem inicial para vinte mil revólveres Mk V não havia sido completa quando as hostilidades começaram. Em 24 de maio de 1915, o Webley Mk VI foi adotado como arma secundária padrão das tropas britânicas e da Commonwealth, e permaneceu assim durante a Primeira Guerra Mundial, sendo emitido primeiro para oficiais, gaiteiros e operadores de telêmetro e, posteriormente, para aviadores, tripulações navais, equipes de abordagem, invasores de trincheiras, equipes de metralhadora e tripulações de tanques. O Mk VI provou ser uma arma muito confiável e resistente, bem adaptada à lama e às condições adversas da guerra de trincheiras, e vários acessórios foram desenvolvidos para o Mk VI, incluindo uma baioneta (feita de uma baioneta do Gras francês convertida), dispositivos speedloader (o "Prideaux Device" e o modelo Watson) e uma coronha que permitia que o revólver fosse convertido em uma carabina.
A demanda excedeu a produção, que já estava atrasada quando a guerra começou. Isso forçou o governo britânico a comprar armas substitutas com câmara para .455 Webley de países neutros. Os Estados Unidos forneceram o Smith & Wesson 2nd Model "Hand Ejector" e revólveres Colt New Service. Os armeiros espanhóis de Eibar fizeram cópias decentes de armas populares e foram contratados para resolver a lacuna de forma barata, criando uma variante .455 do revólver 11 mm espanhol M1884 ou "S&W Model 7 ONÁ", uma cópia do Smith & Wesson .44 Double Action First Model. O Pistol, Revolver, Old Pattern, No. 1 Mk. 1 era produzido pela Garate, Anitua y Cia. e o Pistol, Revolver, Old Pattern, No.2 Mk.1, pela Trocaola, Aranzabal y Cia.. A Orbea Hermanos y Cia. fabricou dez mil pistolas. A Rexach & Urgoite foi contratada para um pedido inicial de quinhentos revólveres, mas eles foram rejeitados devido a defeitos.

### Segunda Guerra Mundial
A pistola de serviço oficial para os militares britânicos durante a Segunda Guerra Mundial foi o revólver Enfield No. 2 Mk I, de calibre .38/200. Devido à escassez crítica de armas de fogo, várias outras armas também foram adotadas (primeiro praticamente e depois oficialmente) para aliviar a escassez. Como resultado, tanto o Webley Mk IV de calibre .38/200 quanto o Webley Mk VI de calibre .455 foram emitidos para os militares durante a guerra.

### Pós-guerra
Os revólveres Webley Mk VI (.455) e Mk IV (.38/200) ainda estavam em serviço nas forças britânicas e da Commonwealth após a Segunda Guerra Mundial; havia agora extensos estoques de revólveres em depósitos militares, mas eles sofriam de falta de munição. Essa falta de munição foi fundamental para manter os revólveres Enfield e Webley em uso por tanto tempo: eles não esgotavam porque não estavam sendo usados. Um armeiro estacionado na Alemanha Ocidental brincou que, quando estava oficialmente aposentado em 1963, o subsídio de munição era de "dois cartuchos por homem, por ano".
O revólver Webley Mk IV .38 não foi completamente substituído pela Browning Hi-Power até 1963 e foi utilizado na Guerra da Coreia, na Crise de Suez, na Emergência Malaia e na Guerra Civil da Rodésia. Muitos revólveres Enfield No. 2 Mk I ainda circulavam no serviço militar britânico em 1970.

### Uso policial
A Polícia de Hong Kong e a Força Policial de Singapura receberam revólveres Webley Mk III e Mk IV (.38 S&W e depois .38/200) da década de 1930. Os Webleys da polícia de Singapura (e de alguns outros "oficiais") foram equipados com travas de segurança, uma característica bastante incomum em um revólver. Estes foram gradualmente retirados de serviço na década de 1970, quando tiveram de ser reparados, e foram substituídos pelos revólveres Smith & Wesson Model 10 .38. A Polícia Metropolitana de Londres também era conhecida por usar revólveres Webley, assim como a maioria das unidades policiais coloniais até logo após a Segunda Guerra Mundial.
A Ordnance Factory Board da Índia ainda fabrica cartuchos .380 Revolver Mk IIz, bem como um revólver de calibre .32 (o IOF .32 Revolver) com cano de 2 polegadas (51 mm), claramente baseado no revólver de serviço Webley Mk IV .38.

### Markse modelos do revólver de serviço militar .455 Webley
Houve seis marks diferentes de revólveres Webley British Government Model, calibre .455, aprovadas para o serviço militar britânico em vários momentos entre 1887 e o fim da Primeira Guerra Mundial.
- Mk I: o primeiro revólver Webley de extração automática adotado para serviço; foi adotado oficialmente em 8 de novembro de 1887, com um cano de 4 polegadas (100 mm) e cabos do estilo "cabeça de pássaro" ("bird head"). O Mk I* foi uma atualização de fábrica dos revólveres Mk I para os igualarem ao Mk II.
- Mk II: semelhante ao Mk I, com modificações no formato do cão e do cabo, além de um escudo de aço temperado para o escudo de recuo. Oficialmente adotado em 21 de maio de 1895, com um cano de 4 polegadas (100 mm).[23]
- Mk III: idêntico ao Mk II, mas com modificações no came do tambor e peças relacionadas. Oficialmente adotado em  5 de outubro 1897, a maioria não foi entrou em serviço, com exceção de alguns que foram marcados com a "flecha larga" (broad arrow) na parte superior da armação. Esses poucos entraram em serviço na Marinha Real Britânica.[24]
- Mk IV: o "Boer War" Model. Era fabricado com peças de aço de qualidade muita mais alta e cementadas, com o eixo do tambor sendo uma parte fixa do cano, e modificações em várias outras partes, incluindo um escudo de recuo reprojetado. Foi oficialmente adotado em 21 de julho de 1899, com um cano de 4 polegadas (100 mm).[25]
- Mk V: semelhante ao Mk IV, mas com tambores 0,12 polegadas (3 mm) mais largos para permitir o uso de cartuchos com propelentes à base de nitrocelulose. Foi oficialmente adotado em 9 de dezembro de 1913, com um cano de 4 polegadas (100 mm), embora alguns modelos produzidos em 1915 tivessem canos de 5 polegadas (130 mm) e 6 polegadas (150 mm).[26]
- Mk VI: semelhante ao Mk V, mas com um cabo mais quadrado (em oposição ao estilo "cabeça de pássaro" encontrado em marks e modelos anteriores) e um cano de 6 polegadas (150 mm). Foi oficialmente adotado em 24 de maio de 1915,[27] e também fabricado pela RSAF Enfield sob a designação Pistol, Revolver, Webley, No. 1 Mk VI entre 1921 e 1926.[28]

## O Webley Mk IV .38/200 Service Revolver
No final da Primeira Guerra Mundial, os militares britânicos decidiram que as pistolas e cartuchos de calibre .455 eram grandes demais para uso militar moderno e, após numerosos e extensivos testes, observaram que uma pistola de calibre .38 que disparasse um projétil de 200 grãos (13 g) seria tão eficaz quanto o .455 para incapacitar um inimigo.
A Webley & Scott ofereceu imediatamente o revólver Webley Mk IV de calibre .38/200, que além de ser quase esteticamente idêntico ao revólver Mk VI de calibre .455 (embora reduzido para o cartucho menor), havia sido baseado no Webley Mk III de calibre .38, projetado para os mercados policial e civil.
Para sua surpresa, o governo britânico levou o design à Royal Small Arms Factory em Enfield Lock, que produziu um revólver externamente muito semelhante ao Webley Mk IV de calibre .38/200, mas era tão diferente internamente que nenhuma parte do Webley poderia ser usada no Enfield e vice-versa.
O revólver projetado pela Enfield foi rapidamente aceito sob a designação Pistol, Revolver, No. 2 Mk I e adotado em 1932, seguido pelo Mk I* (cão liso, ação dupla) em 1938 e finalmente pelo Mk I** (simplificado para produção em tempo de guerra) em 1942.

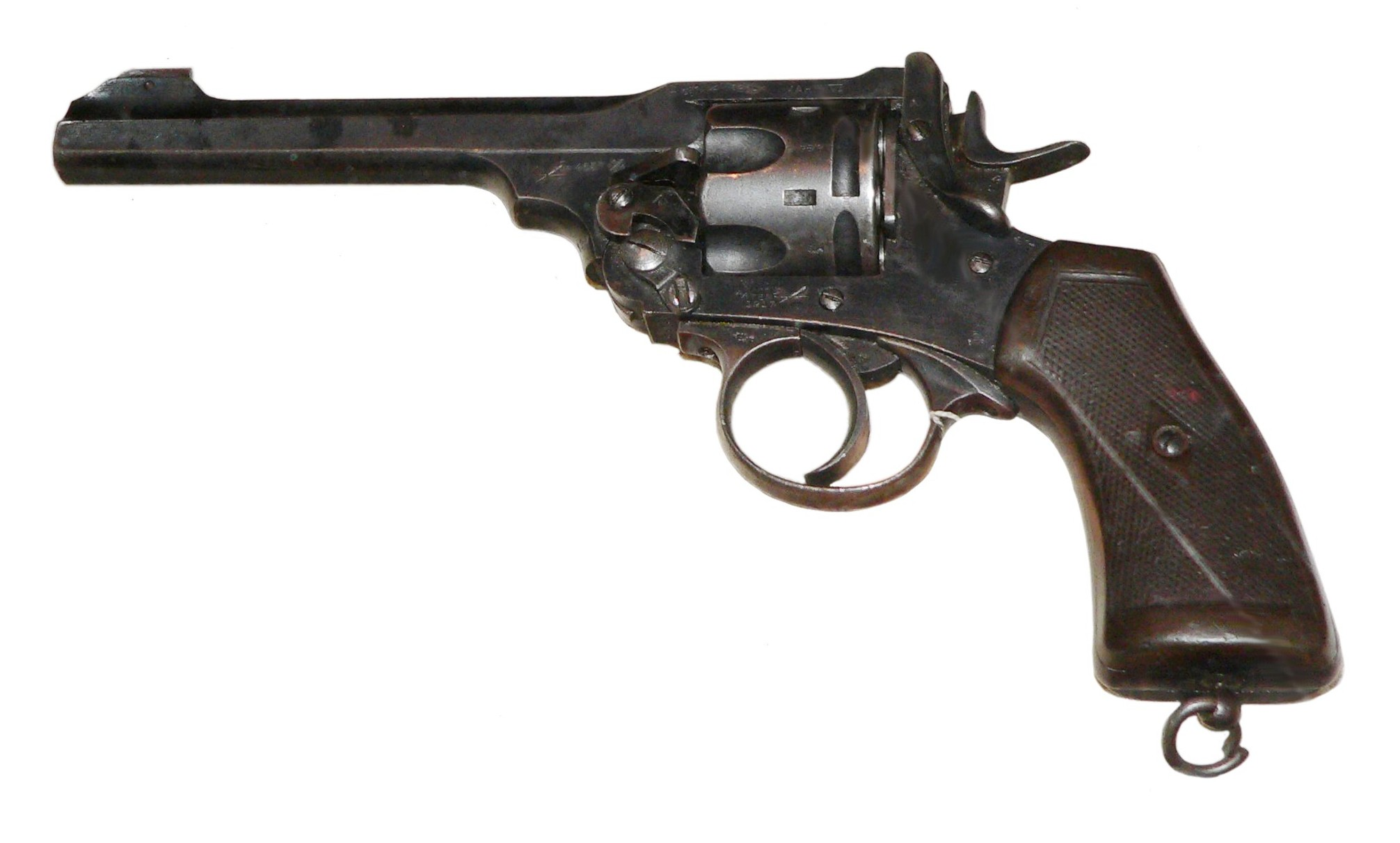
Enfield No. 2 Mk I.

A Webley & Scott processou o governo britânico por causa do incidente, reivindicando 2.250 libras como "custos envolvidos na pesquisa e no design" do revólver.
Isso foi contestado pela RSAF Enfield, que declarou com firmeza que o Enfield No. 2 Mk I havia sido projetado pelo capitão Boys (o Superintendente Assistente de Design, depois da fama do fuzil anticarro Boys) com assistência da Webley & Scott, e não o contrário. Consequentemente, a reivindicação deles foi negada.
A título de compensação, a Royal Commission on Awards to Inventors (em português: Comissão Real de Premiação aos Inventores) concedeu à Webley & Scott 1.250 euros pelo seu trabalho.
A RSAF Enfield mostrou-se incapaz de fabricar revólveres No. 2 suficientes para atender às demandas militares durante a guerra e, como resultado, o Webley Mk IV também foi amplamente utilizado no Exército Britânico na Segunda Guerra Mundial.

## Outros revólveres Webley
Enquanto os revólveres basculantes e de extração automática usados pelos militares britânicos e da Commonwealth são os exemplos mais conhecidos de revólveres Webley, a empresa produziu outros revólveres altamente populares, em grande parte destinados aos mercados policial e civil.

### Webley RIC

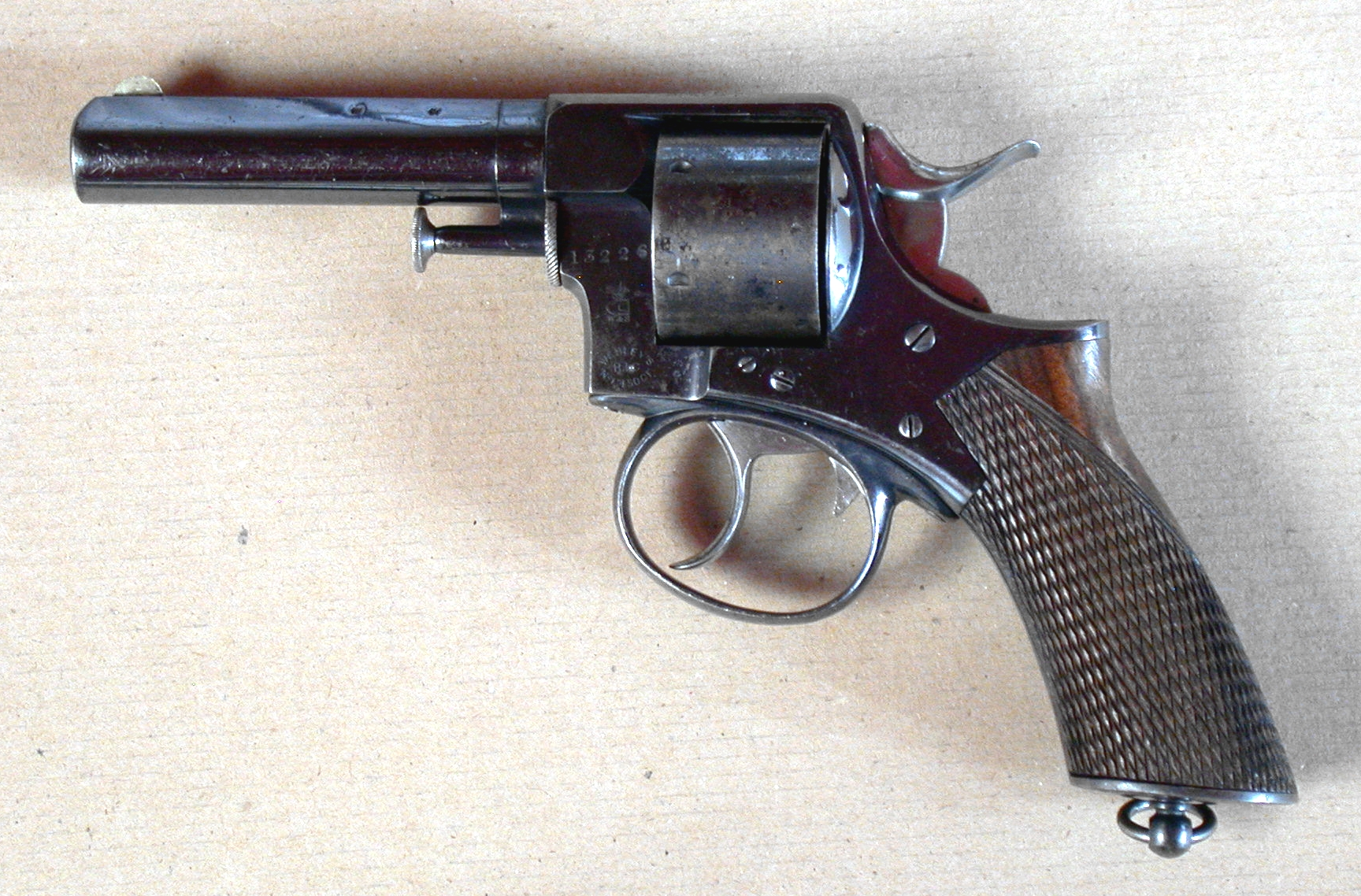
Revólver Webley Royal Irish Constabulary.

O modelo Webley RIC (Royal Irish Constabulary) foi o primeiro revólver de ação dupla da Webley, e adotado pela RIC em 1868, daí o nome. Era um revólver de armação sólida e municiado através de uma porta na armação, com câmara para .442 Webley. O general George Armstrong Custer era conhecido por possuir um par de revólveres Webley RIC, o qual acredita-se que ele tenha usado na Batalha de Little Bighorn em 1876.
Um pequeno número de unidades anteriores foi produzido no enorme calibre .500 Tranter, e modelos posteriores estavam disponíveis com câmara para .450 Adams e outros cartuchos. Eles também foram amplamente copiados na Bélgica.

### British Bull Dog

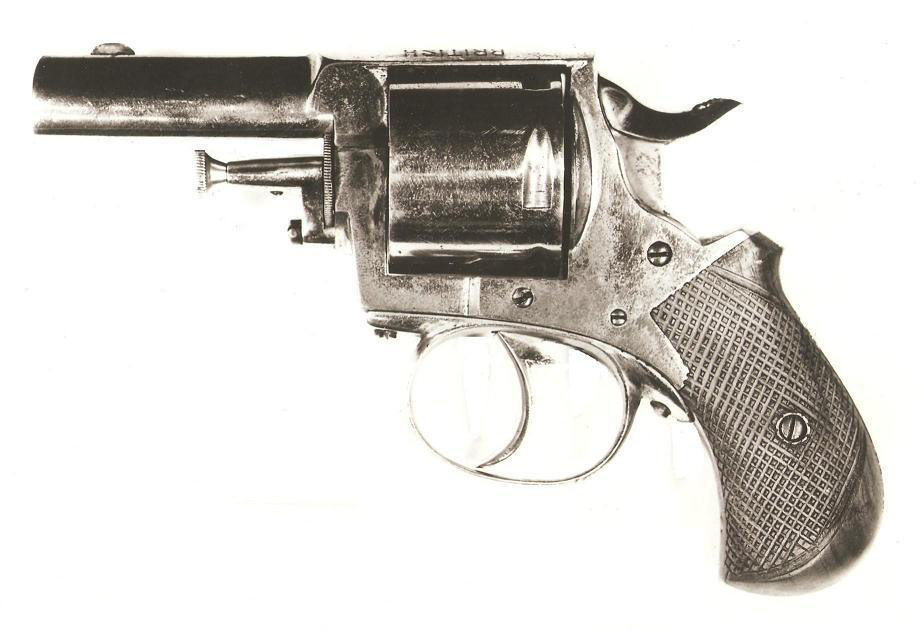
Arquivo fotográfico do revólver British Bull Dog usado por Charles Guiteau para assassinar o presidente dos EUA James Garfield em 1881, Smithsonian Institution.

O British Bull Dog foi um modelo de armação sólida de enorme sucesso, introduzido pela Webley em 1872. Ele apresentava um cano de 2,5 polegadas (64 mm) e tinha câmara para os cartuchos .44 Short Rimfire, .442 Webley ou .450 Adams. (Mais tarde, a Webley adicionou versões menores com câmara nos calibres .320 e .380, mas não as marcou como British Bull Dog.) Um revólver British Bull Dog calibre .44 de fabricação belga foi usado para assassinar o presidente dos EUA James Garfield em 2 de julho de 1881 por Charles Guiteau.
Ele foi projetado para ser transportado no bolso de um casaco ou mantido em uma mesa de cabeceira, e muitos sobreviveram até os dias atuais em boas condições, tendo visto pouco uso real. Numerosas cópias deste modelo foram feitas durante o final do século XIX na Bélgica, com quantidades menores também produzidas na Espanha, França e EUA. Eles permaneceram razoavelmente populares até a Segunda Guerra Mundial, mas agora são geralmente procurados apenas como peças de colecionador, uma vez que a munição usada por eles não é mais fabricada comercialmente.

### Webley–Fosbery Automatic Revolver

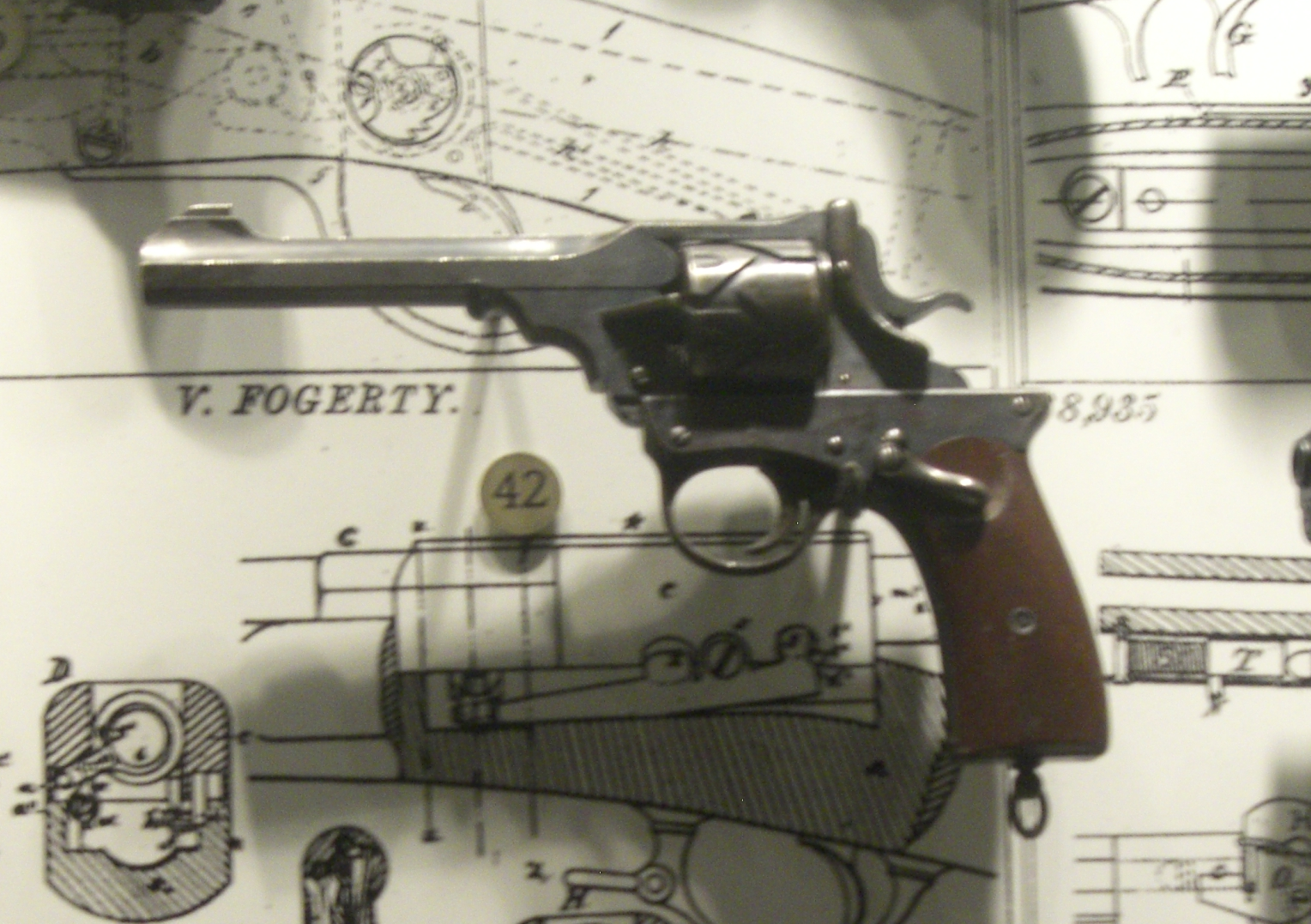
Webley-Fosbery Automatic Revolver.

Um exemplo altamente incomum de um "revólver automático", o Webley–Fosbery Automatic Revolver foi produzido entre 1901 e 1924, disponível na versão de seis tiros .455 Webley ou de oito tiros .38 ACP. Incomum em um revólver, o Webley–Fosbery possuía uma trava de segurança, e a leve puxada do gatilho e reputação de precisão garantiram que o Webley–Fosbery permanecesse popular entre os atiradores esportivos muito tempo após o término da produção.

## Guerras

### Mk VI
- Segunda Guerra dos Bôeres
- Primeira Guerra Mundial
- Revolta da Páscoa
- Guerra de Independência da Irlanda
- Guerra Civil Irlandesa
- Segunda Guerra Mundial
- Campanha do Norte
- Revolução Nacional da Indonésia
- Emergência Malaia
- Guerra da Coreia
- Guerra do Vietnã
- Conflitos coloniais britânicos
- Campanha da Fronteira
- Conflito na Irlanda do Norte
- entre outros.

### Mk IV
- Segunda Guerra Mundial
- Guerra da Coreia
- Conflitos coloniais britânicos
- entre outros.

## Utilizadores
- Império Britânico[44]
- Hong Kong: fora de serviço.
- Índia
- Irlanda
- Israel
- Luxemburgo
- Malásia[45]
- Filipinas
- Paquistão
- Rodésia[46]
- Serra Leoa[47]
- Singapura: fora de serviço.
- Suíça
- Tunísia: fora de serviço.
- Tanzânia[carece de fontes?]